# CD21
CD21 ou Cluster de différenciation 21, également connu sous les noms de Récepteur du complément de type 2, CR2, récepteur du C3d, C3DR ou récepteur du virus d'Epstein-Barr est une protéine membranaire humaine d'environ 140 kd présente sur les Lymphocytes B. Elle est codée par le gène CR2 sur le chromosome 1 chez Homo sapiens. Elle joue un rôle dans le système du complément et dans l'activation et la maturation des lymphocytes B. Le virus d'Epstein-Barr se fixe sur cette protéine pour infecter les cellules.

## Interactions
La protéine CD21 interagit avec le CD19,. Sur les lymphocytes B matures, elle forme un complexe protéique avec CD81 et CD19 appelé le complexe de co-récepteurs des cellules B ce qui va augmenter la réponse des lymphocytes B en réponse à un antigène.
Le virus d'Epstein-Barr (EBV) peut se lier au CR2 ce qui lui permet d'entrer et d'infecter les cellules B. Yefenof et al. (1976) ont trouvé un chevauchement complet des récepteurs EBV et des récepteurs C3 sur les cellules B humaines.